# Christophe-Philippe Oberkampf
Christophe-Philippe Oberkampf (Blaufelden, 11 giugno 1738 – Jouy-en-Josas, 4 ottobre 1815) è stato un imprenditore francese di origine tedesca, fondatore di una manifattura che produceva tessuti stampati a Jouy-en-Josas.

## Biografia
Proveniva da una famiglia di tintori bavaresi. Inizialmente lavorò come incisore a Mulhouse; dopo essersi trasferito a Parigi, fu colorista in un laboratorio di tessitura che produceva tele stampate. Nel 1759 fondò una propria manifattura a Jouy-en-Josas, che divenne nota per la tela stampata di alta qualità. I motivi erano applicati meccanicamente, utilizzando lastre dapprima di legno e in seguito in rame, con un motivo inciso. L'impianto impiegato nel periodo di produzione (1765-1805) ebbe fino a 2000 dipendenti, tra cui grafici eccezionali che disegnavano le composizioni. Nel 1783 la compagnia divenne manifattura reale. Nel 1806 Napoleone Bonaparte gli assegnò la Legione d'Onore. La manifattura decadde dopo la caduta di Napoleone e dopo la morte del fondatore nel 1815; si mantenne in attività fino alla chiusura definitiva nel 1843.
Christophe-Philippe Oberkampf è considerato il precursore della produzione industriale di tessuti stampati caratterizzati da un'alta durata del colore. Tra le molte innovazioni che ha introdotto, la più rivoluzionaria è stata l'applicazione per la produzione su macchine.
A Parigi, il suo nome è legato ad una via e ad una delle stazioni della metropolitana.